# Rémy Taillefesse
Nicolas Rémy Taillefesse (né le 9 février 1752 à Sommery et mort le 3 août 1826 à Maucomble) est un maire de Rouen sous le Premier Empire.

## Biographie

### Famille
Nicolas Rémy Taillefesse naît le 9 février 1752 à Sommery de Nicolas Rémi Taillefesse et de Françoise Banse.
Il se marie le 14 juin 1785 à l'église Saint-Lô de Rouen avec Anne Françoise Thiesselin (1763-1832). Ils auront deux filles : Pélagie (1791-) et Clarisse Adèle (1800-1875). Cette dernière épouse Pierre Alexis Corneille (1792-1868), professeur d'histoire et député de Seine-Inférieure. Ils deviendront les parents de Pierre Rémy Corneille (1823-1896), député de Seine-Inférieure sous le Second Empire.

### Carrière
Il s'installe rapidement à Rouen, où il étudie la pharmacie, la chimie et la physique chez Ballière de Laisement. Il lui succède en 1782. Il est reçu apothicaire de l'hospice général de Rouen le 12 avril 1782 et le sera jusqu'en 1788.
Il est le premier à Rouen avec François-Antoine-Henri Descroizilles à fabriquer du sel d'étain employé dans les manufactures.
Il est nommé membre du conseil général de Seine-Inférieure en 1795 puis du conseil municipal de Rouen en 1797. Il devient plus tard adjoint au maire de Rouen et le sera pendant 25 ans. Il est chargé par l'arrêté du 9 février 1812 du ministre de l'intérieur des fonctions de maire de Rouen pendant la suspension de Pierre Prosper Demadières. Il le restera jusqu'à la nomination le 21 mars 1812 d'Alexandre Hellot.
Le 6 prairial an X (26 mai 1802), il fonde avec les principaux pharmaciens de Rouen la Société libre des pharmaciens de Rouen dont il sera le premier président.
Il succède à Henri-Charles Le Bègue de Germiny comme membre et président de la Commission administrative des Hospices Civils de Rouen et s'installe le 23 juillet 1817 en présence de Vincent Prosper Ribard, maire de Rouen.
Après 36 années d'activité dans sa pharmacie, il se retire dans sa maison de campagne à Maucomble où il meurt 3 août 1826 de maladie.